# Côte-Vertu (metrostation)
Côte-Vertu is een metrostation in het stadsdeel Saint-Laurent van de Canadese stad Montréal. Het station werd geopend op 3 november 1986 en wordt bediend door de oranje lijn van de metro van Montréal.